# Grande Coligação
A Grande Coligação foi uma coligação de partidos políticos que uniu em 1864 os lados ocidental e oriental da colônia britânica da Província do Canadá. Os partidos Liberal-Conservador sob o comando de John A. Macdonald, Azul liderado por George-Étienne Cartier e Liberal de George Brown uniram forças com o objetivo de alcançar reformas políticas, abrindo o caminho para a formação da Confederação Canadense em 1867.

## História
A política das colônias britânicas na América do Norte estavam em crise na década de 1860, resultado de conflitos e tensões entre as populações anglófonas e francófonas do Canadá. Isto resultou em empasses políticos cada vez maiores e governos incapazes de manterem-se em estabilidade, já que um lado não confiava no outro e procurava minar suas ações.
Brown ficou cada vez mais interessado na ideia de uma federação entre os dois lados da colônia, criando duas províncias separadas ligadas por um parlamento federal. Ele propôs essa ideia pela primeira vez em 1860, porém foi rechaçado pela legislação e seu próprio partido. Quatro anos depois ele tentou outra vez, agora com um clima político diferente causado pelos temores de que os Estados Unidos pudessem entrar em guerra com o Canadá ao final da Guerra de Secessão e pela enorme dificuldade que os canadenses tinham de formar governos sólidos e duradouros.
Brown apresentou em maio de 1864 uma proposta para formar um comitê a fim de discutir o futuro constitucional do Canadá. Sua resolução enfrentou oposição dos outros partidos, porém surpreendentemente foi aprovada. O comitê foi criado logo em seguida, com Macdonald e Cartier estando entre seus membros. Oito reuniões foram realizadas em que todas as opções possíveis foram discutidas, com Brown afirmando em 14 de junho que o comitê estava pendendo para decisões em direção ao sistema federativo. No mesmo dia, uma moção de desconfiança foi aprovada contra o governo Liberal-Conservador; isto forçaria uma nova eleição e provavelmente outro governo fraco.
Macdonald percebeu que uma aliança com Brown naquele momento poderia abrir várias possibilidades, com os dois homens entrando em negociação no dia 16 de junho. Os Liberais-Conservadores insistiram para que Brown e seu partido fizesse parte do gabinete do novo governo; o líder Liberal inicialmente ficou relutante em juntar-se ao governo de seus rivais, porém acabou aceitando depois de ser pressionado por seu próprio partido e por temer que as negociações falhassem.
Pouco depois surgiu a questão se a federação deveria aplicar-se apenas ao Canadá ou às outras colônias da América do Norte Britânica. Brown preferia limitar-se ao Canadá por não querer correr o risco de desviar-se da tarefa principal de resolver a crise constitucional canadense, enquanto Macdonald acreditava que se deveria se limitar o acordo federal apenas para uma única colônia. Chegou-se a um acordo de que uma resolução seria apresentada diante do parlamento para o federalismo na Província do Canadá, enquanto ao mesmo o governo exploraria a possibilidade de trazer outras colônias para o arranjo.
Na mesma semana, lorde Charles Monck, 4º Visconde Monck e governador-geral do Canadá, escreveu ao governador-geral da Nova Escócia pedindo para que uma delegação canadense participasse de uma conferênciajá previamente marcada em Charlottetown na Ilha do Príncipe Eduardo, em que as Colônias Marítimas decidiram se uniriam-se entre si. Esta reunião resultou em outras duas conferências que por fim unificou federalmente em 1867 as diversas colônias no Domínio do Canadá.